# 알마교

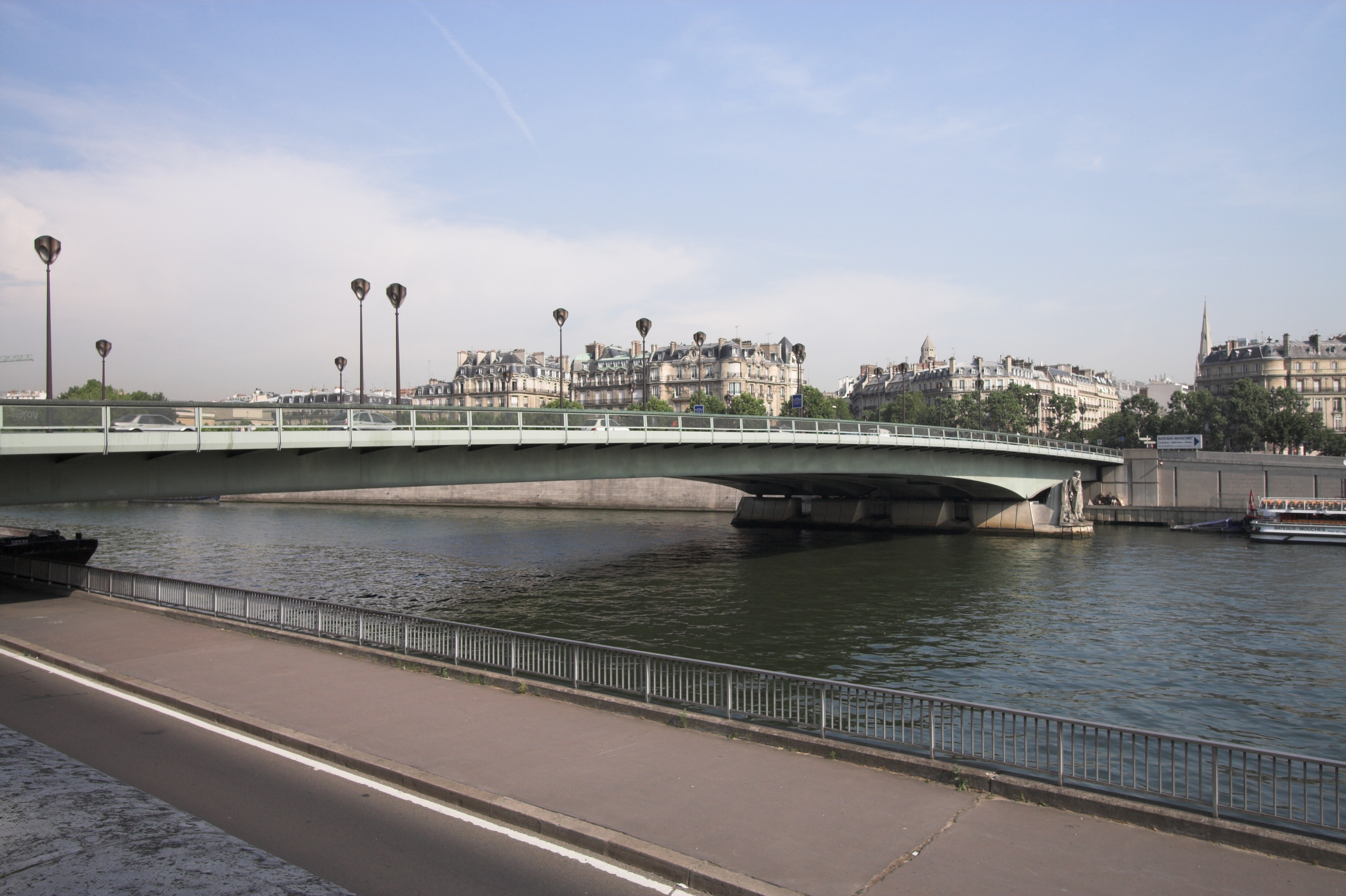
알마교

알마교(프랑스어: Pont de l'Alma)는 프랑스 파리의 센강을 가로 지르는 다리이다. 크림 전쟁의 알마 전투에서 이름을 따왔다.

## 역사

### 웨일스 공비 다이애나의 죽음
다리는 1997년 8월 31일 웨일스 공작부인 다이애나와 탑승자가 탄 자동차 사고가 발생한 곳과 알마 터널과 가깝다. 그들은 파파라치에게 쫓기고 있었고 운전사는 음주 운전하고 있었다. 다리의 북쪽 끝에 있는 자유의 불꽃(1987년 완공)은 다이애나의 비공식 기념관이 되었다. 광장은 이제 공식적으로 디아나 광장으로 명명되었다.